# Léon Jeck
Léon Jeck (8 de febrer de 1947 - 24 de juny de 2007) fou un futbolista belga.

## Selecció de Bèlgica
Va formar part de l'equip belga a la Copa del Món de 1970.